# Colpo grosso al Drago Rosso - Rush Hour 2
Colpo grosso al Drago Rosso - Rush Hour 2 (Rush Hour 2) è un film del 2001 diretto da Brett Ratner.
La pellicola ha come protagonisti Jackie Chan e Chris Tucker, ed è il sequel del film del 1998 Rush Hour - Due mine vaganti che, a sua volta, ha avuto un altro seguito nel 2007, Rush Hour - Missione Parigi.

## Trama
Mentre i detective Lee e Carter si trovano ad Hong Kong per trascorrere una meritata vacanza, nell'ambasciata americana esplode un ordigno che uccide due poliziotti che stavano indagando su un caso di dollari falsi. Lee decide di indagare sull'accaduto, trascinandosi dietro anche il riluttante Carter. Sospettato dell'attentato all'ambasciata è Ricky Tan, ex compagno del padre di Lee, diventato un boss della mafia cinese.

## Accoglienza

### Incassi
Il film, proiettato la prima volta il 3 agosto 2001 in 3.118 sale negli Stati Uniti, ha incassato oltre 67 milioni di dollari nel suo fine settimana di apertura. A fronte di un budget di produzione di 90 milioni di dollari, il film ha incassato complessivamente la cifra di 347.325.802 dollari, di cui 226.164.286 negli Stati Uniti d'America e 121.161.516 nel resto del mondo. Con questi risultati raggiunge negli Stati Uniti il quinto posto come miglior incasso del 2001 e inoltre rappresenta il più grande successo commerciale della storia per un film di arti marziali.